# Bekaert
Bekaert è un'azienda belga fondata nel 1880 che si occupa della produzione, lavorazione, trasformazione e rivestimento di fili e cavi d'acciaio. La società  impiega 29 000 dipendenti in tutto il mondo. Operante in 45 paesi, Bekaert ha generato un fatturato complessivo di 5,1 miliardi di euro nel 2018. L'azienda è quota alla borsa di Bruxelles e alla Euronext.